# The Temperance Movement (album)
The Temperance Movement è il primo album in studio dell'omonimo gruppo rock britannico, pubblicato nel 2013.

## Tracce
Testi e musiche di Phil Campbell, Luke Potashnick e Paul Sayer eccetto dove indicato.
1. Only Friend – 4:29
2. Ain't No Telling – 3:52
3. Pride – 5:39
4. Be Lucky – 3:23
5. Midnight Black – 3:46 (Phil Campbell)
6. Chinese Lanterns – 3:21
7. Know for Sure – 4:12
8. Morning Riders – 3:40
9. Lovers and Fighters – 4:39 (Phil Campbell)
10. Take It Back – 3:04
11. Smouldering – 5:47
12. Serenity – 5:39

Durata totale: 51:31

### Bonus tracks
- Turn
- Mother's Eyes
- Already Know

## Formazione

### The Temperance Movement
- Phil Campbell – voce
- Luke Potashnick – chitarra
- Paul Sayer – chitarra
- Nick Fyffe – basso
- Damon Wilson – batteria

### Produzione
- The Temperance Movement – produttori artistici
- Sam Miller – produttore artistico, addetto alla registrazione e al missaggio
- Christian Wright – addetto al mastering
- Russ Gilbert – grafica
- Caroline Perjesi, Dominic Greensmith e Jamie Wagg – fotografia